# Phytodietus clypearius
Phytodietus clypearius är en stekelart som beskrevs av William Harris Ashmead 1902. Phytodietus clypearius ingår i släktet Phytodietus och familjen brokparasitsteklar. Inga underarter finns listade i Catalogue of Life.